# Nelson Insfrán
Nelson Federico Insfrán (Clorinda, 24 maggio 1995) è un calciatore argentino, portiere del Gimnasia (LP).

## Carriera
È cresciuto nel settore giovanile del Gimnasia (LP), con cui ha firmato il suo primo contratto professionistico nel 2015. Ha debuttato in prima squadra il 29 novembre 2019 nell'incontro di Primera División pareggiato 1-1 contro il Banfield, venendo espulso dopo mezz'ora di gioco.
Nel gennaio del 2022 è passato in prestito al Central Córdoba (SdE), ma dopo sei mesi ed un solo incontro disputato ha cambiato casacca passando al San Martín (T), senza tuttavia mai scendere in campo.
Rientrato al Gimnasia è stato confermato in rosa come portiere di riserva. Rimasto inutilizzato per tutta la stagione, il 1º dicembre 2023 è stato schierato titolare nello spareggio retrocessione contro il Colón (SF), risultando determinante con le sue parate per garantire al Lobo la permanenza in massima divisione. Nella prima parte del 2024 ha disputato da titolare la Copa de la Liga Profesional.

## Statistiche

### Presenze e reti nei club
Statistiche aggiornate al 24 febbraio 2025.
| Stagione        | Squadra               | Campionato      | Campionato | Campionato | Coppe nazionali | Coppe nazionali | Coppe nazionali | Coppe continentali | Coppe continentali | Coppe continentali | Altre coppe | Altre coppe | Altre coppe | Totale | Totale | Totale |
| Stagione        | Squadra               | Comp            | Pres       | Reti       | Comp            | Pres            | Reti            | Comp               | Pres               | Reti               | Comp        | Pres        | Reti        | Pres   | Reti   |        |
| --------------- | --------------------- | --------------- | ---------- | ---------- | --------------- | --------------- | --------------- | ------------------ | ------------------ | ------------------ | ----------- | ----------- | ----------- | ------ | ------ | ------ |
| 2018-2019       | Gimnasia (LP)         | PD              | 0          | 0          | CA              | 0               | 0               | -                  | -                  | -                  | -           | -           | -           | 0      | 0      |        |
| 2019-2020       | Gimnasia (LP)         | PD              | 2          | -1         | CA              | 0               | 0               | -                  | -                  | -                  | -           | -           | -           | 2      | -1     |        |
| 2020            | Gimnasia (LP)         | -               | -          | -          | CM              | 0               | 0               | -                  | -                  | -                  | -           | -           | -           | -      | -      |        |
| 2021            | Gimnasia (LP)         | PD              | 0          | 0          | CA+CdL          | 2+1             | 0, -2           | -                  | -                  | -                  | -           | -           | -           | 3      | -2     |        |
| 2022            | Central Córdoba (SdE) | PD              | 0          | 0          | CA+CdL          | 1+0             | 0               | -                  | -                  | -                  | -           | -           | -           | 1      | 0      |        |
| 2022            | San Martín (T)        | PBN             | 0          | 0          | CA              | 0               | 0               | -                  | -                  | -                  | -           | -           | -           | 0      | 0      |        |
| 2023            | Gimnasia (LP)         | PD              | 2          | -3         | CA+CdL          | 0               | 0               | CS                 | 1                  | -2                 | -           | -           | -           | 3      | -5     |        |
| 2024            | Gimnasia (LP)         | PD              | 9          | -11        | CA+CdL          | 1+14            | -1, -23         | -                  | -                  | -                  | -           | -           | -           | 24     | -35    |        |
| 2025            | Gimnasia (LP)         | PD              | 4          | 0          | CA              | 1               | 0               | -                  | -                  | -                  | -           | -           | -           | 5      | 0      |        |
| Totale carriera | Totale carriera       | Totale carriera | 17         | -15        |                 | 20              | -26             |                    | 1                  | -2                 |             | -           | -           | 38     | -43    |        |